# ريان فريزر
ريان فريزر (بالإنجليزية: Ryan Fraser)‏ مواليد 24 فبراير 1994 في أبردين، هو لاعب كرة قدم إسكتلندي. يلعب كلاعب وسط. مثّل منتخب إسكتلندا لكرة القدم.

## المسيرة الاحترافية

### أندية لعب لها
- نادي أبردين
- نادي بورنموث

## روابط خارجية
- ريان فريزر على موقع الاتحاد الدولي (مؤرشف)  (الإنجليزية)
- ريان فريزر على موقع الاتحاد الأوربي (الإنجليزية)
- ريان فريزر على موقع الاتحاد الإسكتلندي (الإنجليزية)
- ريان فريزر على موقع إي إس بي إن إف سي (الإنجليزية)
- ريان فريزر على موقع قاعدة بيانات كرة القدم.إي يو (الإنجليزية)
- ريان فريزر على موقع ناشيونال فوتبول تيمز (الإنجليزية)
- ريان فريزر على موقع Soccerbase.com (لاعب) (الإنجليزية)
- ريان فريزر على موقع Soccerway.com (الإنجليزية)
- ريان فريزر على موقع عالم كرة القدم.نت (الإنجليزية)
- ريان فريزر على موقع AS.com (الإسبانية)